# Ai Wu
Ai Wu (chiń. upr. 艾芜; chiń. trad. 艾蕪; pinyin Ài Wú, ur. 2 czerwca 1904, zm. 5 grudnia 1992), właściwie Tang Daogeng (chiń. 汤道耕; pinyin Tāng Dàogēng) – chiński pisarz. Autor powieści i zbiorów nowel dotyczących życia wiejskich i miejskich ubogich warstw społecznych w południowo-zachodnich Chinach. Zasłynął ze zbioru nowel, pt. Zajazd niewidomych.